# RECCO
RECCOは、雪崩により雪中に埋没した人の捜索のために作られた遭難救助システム。

## 概要

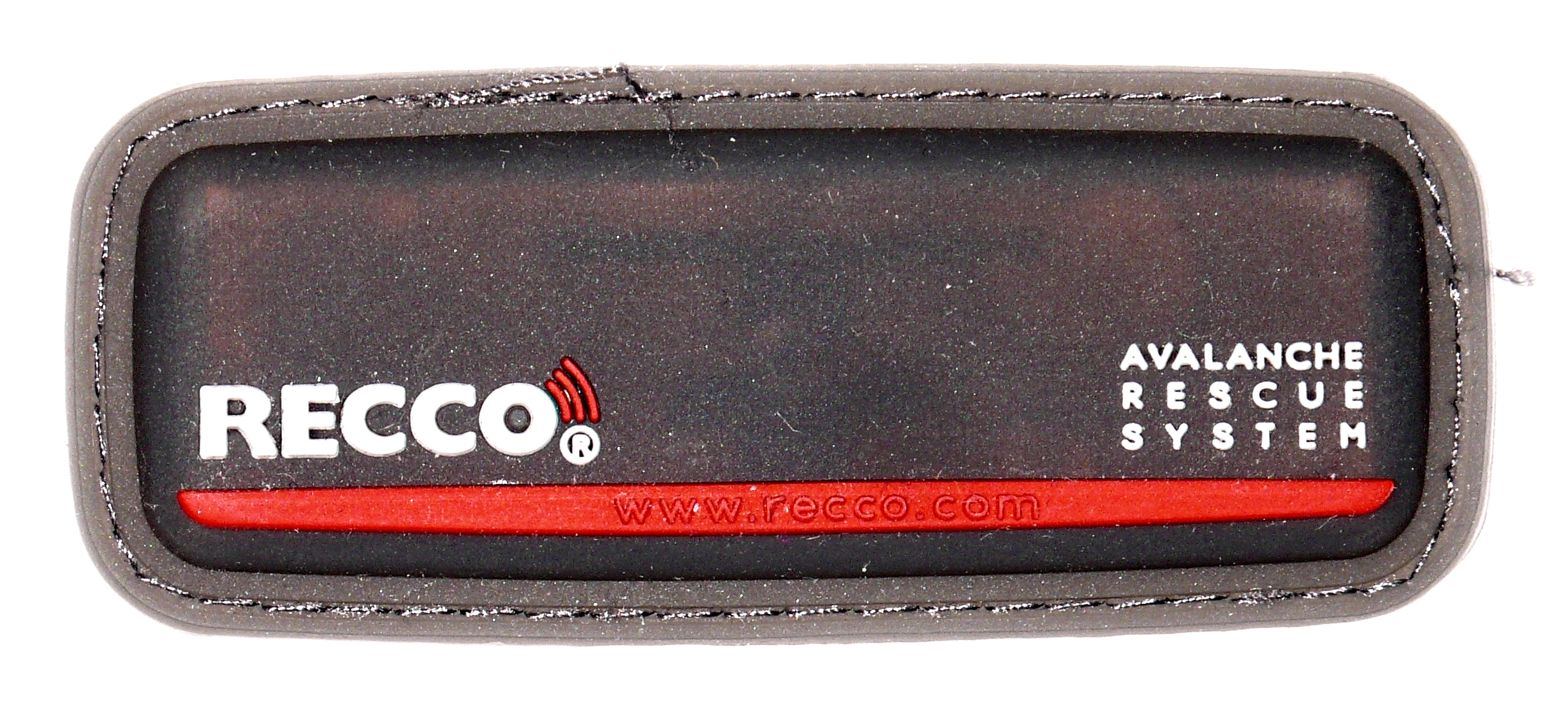
スキーウェアに縫いこまれる反射器

作動原理は万引き防止システムと似ており、比較的指向性の強い極超短波 (UHF)に分類される915MHzと1834MHz前後の微弱電波を利用する。登山者やスキーヤーは雪山に入る際に予め重さ4gのRECCO反射器の縫いこまれたスキーウェアや内蔵されたスキー靴等を着用する。万が一雪崩に巻き込まれて埋没してしまった場合には専用の探索装置から送信される電波が反射器へ照射されると送信周波数の915MHzの2倍の1834MHz前後の周波数が戻ってくる。この電波信号を探索装置の受信機で受信することで要救助者の存在位置を特定することができる。915MHz前後の周波数帯は比較的積雪に浸透し易く、電波は乾いた雪なら5m以上の深さにまで到達して信号を返す。反射器から返される1834MHz前後の周波数帯は比較的指向性が強いため、方向を特定するために役立つ。反射器の同調周波数はある程度の許容値があるため、915MHz前後の周波数帯であればその2倍の周波数を返す。
日本国内では電波法の規制によって使用が認められずにいたが、2015年6月からシステム運用の実用化に向け、2016年3月2日に総務省・北海道総合通信局から「RECCO救助システム」の実験試験局が受理された。探索に使用する場合、915MHzから917MHz前後の周波数帯で1.5W程度の送信出力なので付近のプラチナバンドの携帯電話に影響を与える可能性がある。この周波数帯は欧米諸国ではアマチュア無線で利用できるが日本国内で探索装置を使用するためには「陸上特殊無線技士3級」以上の資格が必要。

## 構成
- 探索装置：915MHzから917MHz前後の周波数の電波を送信して反射器から送り返される信号を受信する。
- 反射器：重さが4g程度の金属箔とダイオードで構成される一種のRFタグでスキーウェア、スキーブーツ、ヘルメット等に装着され、探索装置からの電磁波を受信して1834MHz前後の周波数の信号を送信する。

## 雪崩ビーコンとの相違点
雪崩ビーコンは、送信モードでは457kHzの周波数の電波を発信しており、受信モードに切り替えると携帯型の装置自体が雪崩埋没者を捜索するための探索装置として機能する。RECCOは反射器のみを携帯しており、探索には専用の探索装置を別途使用する
。

## 類似の目的の装置
生存者の呼吸や拍動による微小変移をマイクロ波ドップラー・レーダーにより検出する電磁波人命探査装置が開発されている。